# Guyanaplan

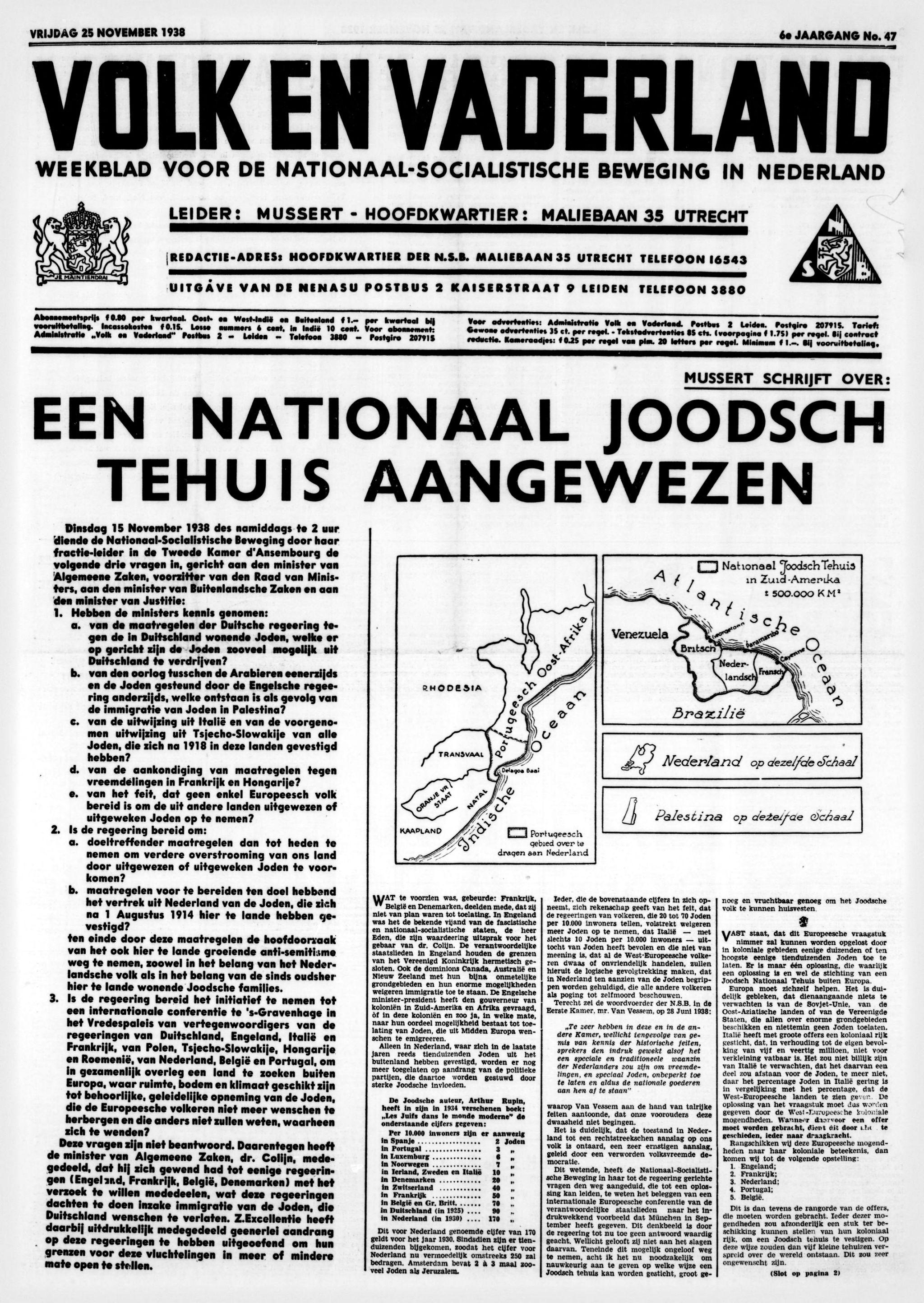
Voorpagina Volk en Vaderland met de ontvouwing van het plan door Anton Mussert

Het Guyanaplan was een voorstel van de NSB-leider Anton Mussert in 1938 om de Zuid-Amerikaanse kolonies Brits-Guiana, Frans-Guyana en Suriname om te vormen tot een land waar Europese Joodse vluchtelingen gehuisvest konden worden.

## Voorgeschiedenis
De anti-Joodse maatregelen van Nazi-Duitsland hadden vanaf 1933 een groeiende stroom vluchtelingen veroorzaakt, waarop de wereld geen antwoord had. In juli 1938 mislukte in Frankrijk de Conferentie van Évian, die bedoeld was om een verdeelsleutel te vinden voor de uit Duitsland en Oostenrijk gevluchte Joden. De buurlanden werden nu nog terughoudender in de toelating van vluchtelingen.
In Nederland verbleven inmiddels 15.000 Duitse Joden, opgevangen door het Comité voor Joodsche Vluchtelingen onder leiding van David Cohen. Het kabinet-Colijn vreesde een toename van het antisemitisme, mede door de alsmaar voortdurende massawerkeloosheid. De Kristallnacht van 9 november 1938 dreigde nog eens een nieuwe golf vluchtelingen te veroorzaken, waarop Den Haag het gedoogbeleid opgaf, en overging tot verscherpte grensbewaking en terugzending van deze gedoemden.

## Plan-Mussert

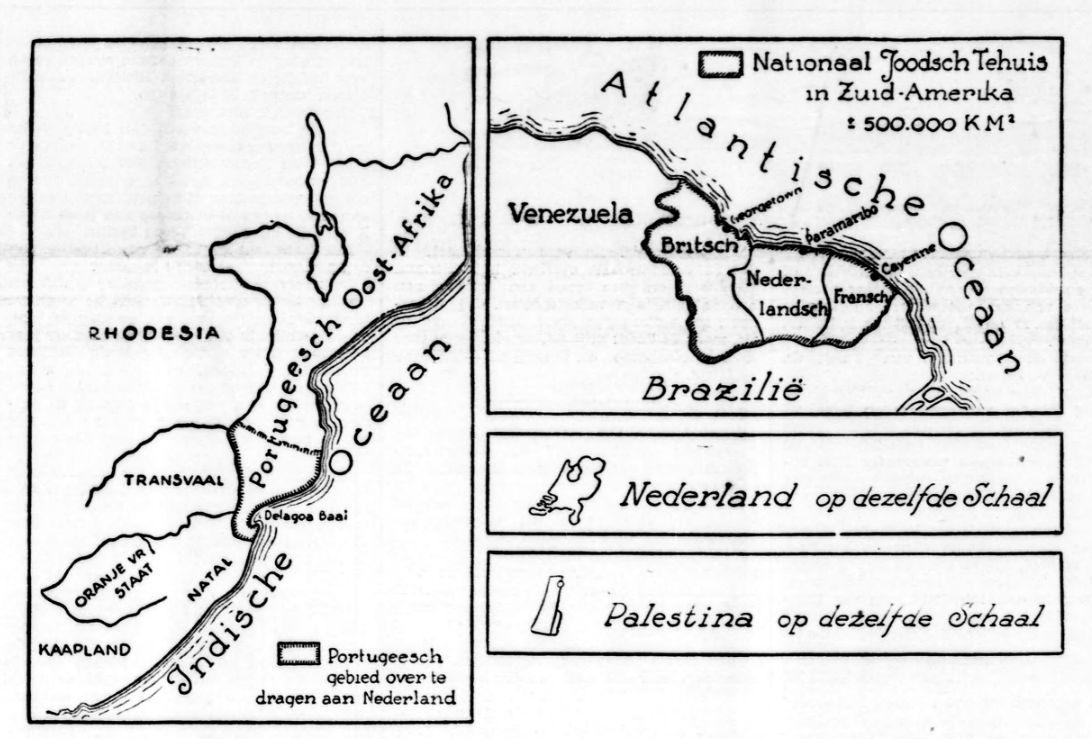
Kaart plan Nationaal Joodsch Tehuis in Zuid-Amerika

Op 25 november 1938, twee weken na de Kristallnacht, kwam de leider van de NSB, Anton Mussert, met een voorstel voor een Joods Nationaal Tehuis in Zuid-Amerika, dat hij ontvouwde in de partijkrant Volk en Vaderland. Hij wilde het "volk zonder land" transporteren naar het "land zonder volk", de Guiana's:

Engeland, Frankrijk, en Nederland, als drie belangrijkste koloniale mogendheden, staan een aaneengesloten gebied af als Het Joods Nationaal Tehuis en wel door voor dat doel afstand te doen van Brits Guyana door Engeland, van Suriname door Nederland, van Frans Guyana door Frankrijk.
Het geheel, groot ±500.000 km² (...) heeft ruimte genoeg, ist vruchtbaar genoeg en heeft voldoende goed klimaat om alle joden te huisvesten, die de Europese volkeren niet meer wensen te herbergen.

Ter compensatie voor het afstaan van Suriname, "de enige belangrijke grondoppervlakte, die Nederland buiten Oost-Indië bezit", zou Portugal het zuidelijke deel van het aan Transvaal grenzende Portugees Mozambique (zie kaart rechts) aan Nederland moeten afstaan. Het zou hiervoor vergoed worden door het zuidelijke deel van Belgisch-Congo. Het Verenigd Koninkrijk en Frankrijk moesten volgens Mussert niet vergoed worden omdat deze twee landen genoeg koloniaal territorium over zouden houden. De kosten van het plan zouden door de Verenigde Staten moeten worden gedragen.
Mussert had ook voorzien wat men met de al in de Guiana's levende bevolking (minder dan een half miljoen mensen) moest doen: "Daarvan bestaat een belangrijk deel uit inheemsen en marrons, waarvoor een reservaat zou kunnen worden ingericht." De overige bevolking (hoofdzakelijk Hindoestanen en Javaanse Surinamers) zou Nederland "moeten overbrengen naar Nederlands Oost-Indië." De blanken zouden in de Delegao-baai, in het door Portugal af te stane gebied, kunnen worden ondergebracht.
Het plan kwam niet volledig uit de lucht gevallen. Deze koloniën hadden al sinds de 16e eeuw grote Joodse bevolkingen. Daarnaast zou het plan-Mussert een einde kunnen maken aan de trek naar Palestina, waar de Arabische bevolking zich steeds heftiger verzette tegen Joodse immigratie, en waar het Britse mandaatbestuur steeds meer moeite had de zaak in de hand te houden.
Mussert beschouwde zijn plan zelf als een meesterwerk. Hij liet een half miljoen exemplaren van het nummer van Volk en Vaderland met het voorstel drukken en publiceerde daarnaast ook nog brochures in het Engels en het Duits.

## Tweede Kamerdebat
Het voorstel werd op 2 december besproken in de Tweede Kamer, waar het niet bijster positief ontvangen werd. Meerdere Kamerleden wezen op de onherbergzaamheid van het gebied. In de woorden van Willem Albarda (SDAP) "Ik schakel hierbij het plan-Mussert uit. Dat plan heeft niet de strekking om de Joden te helpen, maar hen te verbannen naar een vrijwel onherbergzaam oord, naar een ballingsoord, naar een strafkolonie." De Tweede Kamer sloot op 15 december 1938 de grens voor Joodse vluchtelingen en besloot in februari tot de bouw van Centraal Vluchtelingenkamp Westerbork.
Mussert stuurde nog zijn partijgenoot Meinoud Rost van Tonningen naar Duitsland om het project met de Nazi-autoriteiten te bespreken. Rost heeft daar, volgens eigen zeggen, met Joachim von Ribbentrop, de Duitse minister van Buitenlandse Zaken, gesproken. De Nazi's bleken echter geen interesse voor het plan te hebben, hoewel ze in die tijd nog nadachten over het Madagaskarplan - een plan om alle Europese Joden naar Madagaskar te verschepen.
Het uitbreken van de Tweede Wereldoorlog maakte een einde aan elke internationale oplossing voor de Duitse Joden. Na de oorlog werd het idee opnieuw opgepakt en uitgewerkt in het Saramaccaproject.